# 장 2세 드 로렌

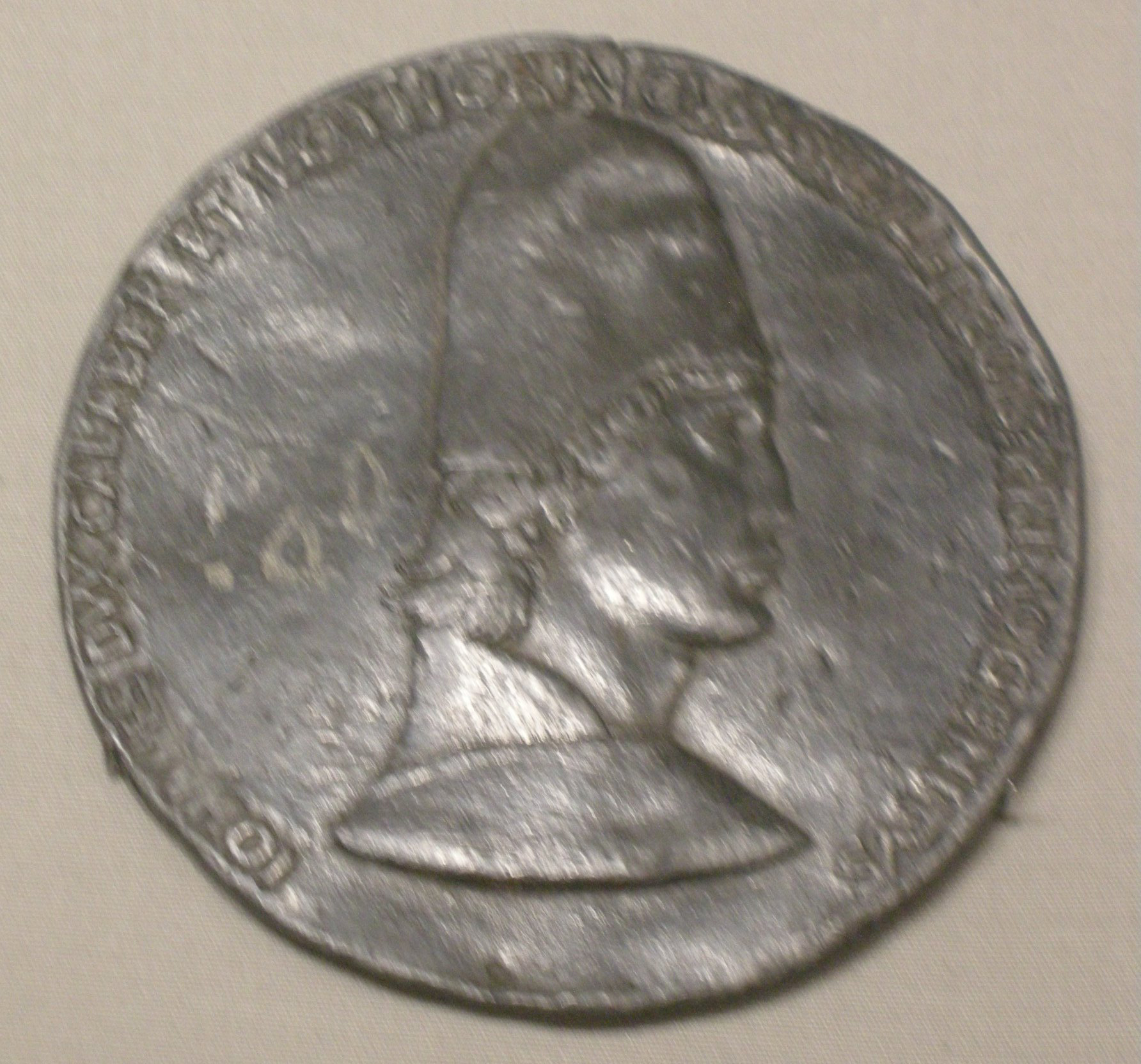
프란체스코 라우라나작의 장 2세 드 로렌의 훈장

장 2세 드 로렌(Jean II de Lorraine, 1424년 8월 2일 – 1470년 12월 16일)은 1453년부터 사망할 때까지 로렌의 공작이다. 그는 아버지인 로렌 공작이자 명목상 나폴리의 군주였던 르네 당주가 살아있을 동안, 어머니인 이자벨 1세 드 로렌에게서 로렌 공국을 계승받았다. 나폴리의 예상 후계자로서, 그는 칼라브리아 공작으로 칭해졌으며, 나폴리의 앙주 세력 회복 계획을 세우는데 그의 시간 대부분을 보냈다. 1460년, 그는 놀라에서 나폴리의 군주 페르디난도 1세 디 나폴리를 상대로 결정적인 승리를 거뒀으나, 그를 도우는 세력들을 막는데는 실패하였다. 그는 1462년 트로이아에서 육상전을, 1465년 이스키아에서 해전을 패했다. 1466년, 카탈루냐인들이 그의 아버지를 아라곤의 군주로 택했고, 그는 예상 후계자인 지로나 대공으로 칭해졌다. 그는 가문의 권리를 압박하기 위해 카탈루냐로 갔지만, 바르셀로나에서 독살로 추정되는 사망을 겪었다.
그는 1444년에 샤를 1세 드 부르봉의 딸 마리 드 부르봉과 혼인했다. 그들 사이에 다음의 자식들을 두었다:
1. 이자벨(Isabelle, 1445년 출생) - 어린 나이에 사망
2. 르네(René, 1446년 출생) - 어린 나이에 사망
3. 마리(Marie, 1447년 출생) - 어린 나이에 사망
4. 장(Jean, 1471년 출생)
5. 니콜라 (1448년–1473년).

그는 또한 몇몇 사생아들을 두었다:
- 장(Jean, 1504년 죽음) - 브리이(Briey) 백작
- 알베르(Albert) - 에세이(Essey) 군주
- 잔 다방쿠르(Jeanne d'Abancourt) - 보보(Beauveu)의 사생아 아키유(Achille)와 혼인
- 마르그리트(Marguerite)
- 장 드코스(Jean d'Ecosse)와 혼인한 딸